# اورور
اورور (به عربی: أورور) یک منطقهٔ مسکونی در لبنان است که در بیروت واقع شده‌است.